# Sisto Gara della Rovere
Sisto Gara della Rovere (Savona, 1473 - Roma, 8 de marzo de 1517) fue un eclesiástico italiano, obispo y cardenal, nepote de Julio II. 

## Biografía
Nacido en Savona como hijo de Gabriele Gara y de Luchina della Rovere, no hay noticia de sus primeros años ni de sus estudios.
Su carrera eclesiástica prosperó gracias a sus antecedentes familiares: su madre era sobrina de Sixto IV y hermana de Julio II.  De los tíos de Sisto, Giuliano era cardenal y desde 1503, papa; Bartolomeo, arzobispo de Ferrara; Giovanni, capitán general de la Iglesia; y Leonardo, prefecto de Roma.
Su hermanastro Galeotto Franciotti era cardenal de San Pietro in Vincoli, vicecanciller y administrador apostólico de las diócesis de Lucca, Vicenza y Benevento cuando murió el 11 de septiembre de 1507, y en el consistorio celebrado ese mismo día el papa Julio II creó a Sisto cardenal del mismo título transfiriéndole todos los cargos eclesiásticos y rentas del difunto.
Dos años después cedió la diócesis de Vicenza por desavenencias con la República de Venecia, que exigía un obispo veneciano, y recibió a cambio la de Padua y el priorato de la Orden de Malta, y en 1514 renunció a la de Benevento a cambio de algunos beneficios en Capranica.  Algunos autores lo mencionan también como obispo de Camerino, Saluzzo o Cremona, confundiéndolo con otros prelados del mismo apellido.
A pesar de su elevada posición, su actividad pastoral en las diócesis que administró y su papel político en la Curia romana fueron prácticamente nulos.  Aquejado de una constante mala salud que le obligaba a vivir fuera de Roma ("del ombligo a los pies todo perdido, que no puede tenerse en pie ni caminar"), y calificado por sus contemporáneos como un hombre inculto y falto de ingenio ("no sabe leer, ni menos escribir"), sus únicas intervenciones conocidas en la vida pública romana durante los diez años que duró en el cardenalato fueron su participación en el cónclave de 1513 en que fue elegido papa León X y su parecer favorable a la creación de los cardenales Lorenzo Pucci, Giulio de' Medici, Bernardo Dovizi e Innocenzo Cibo.
Muerto en Roma en 1517 a los 44 años de edad, fue sepultado en la iglesia de su título.